# Јазавичар
Јазавичар је пасмина ловачких паса. Јазавичар стандардне величине развијен је да нањуши, јури и протера јазавце и друге животиње које живе у јазбинама. Минијатурни јазавичар је узгајан за лов на мале животиње као што су зечеви.
Према Америчком кинолошком клубу, јазавичар је био рангиран на 12. месту по популарности међу расама паса у Сједињеним Државама 2018.

## Основно
Висина ове расе није прецизирана стандардом, а тежина зависи који је јазавичар у питању:
- нормални јазавичар највише до 9
- патуљасти јазавичар највише до 4 kg ако је стар 18 месеци, са обимом грудног коша до 35
- јазавичар кунићар највише до 3,5 kg са 18 месеци старости, док му је грудни кош до 30

## Карактеристике расе
За исти варијетет (према типу длаке) важе исте физичке и психичке карактеристике без обзира на висину.

## Спољашњост
Препознатљиви су по издуженом телу. Врат му је дугачак и мршав, а глава му се стањује према носу који је сув, црн или браон, већ у складу са бојом длаке; њушка му је дугачка и права. Очи су овалне, црвенкастосмеђе или црносмеђе боје. Уши су прилично дуге, заобљене на крајевима и пљоснате. Постављене су високо уназад и висе уз образе. Веома су покретне.
Грудни кош је овалног облика, леђа кратка и крута, слабине широке, а сапи дугачке и заобљене. Ноге су кратке, мишићаве. Предње ноге нису потпуно паралелне, већ су благо окренуте ка споља. Стражње ноге су паралелне, гледајући од назад и са снажним скочним зглобом. Плећка и надлактица су исте дужине и образују прав угао. Подлактица је кратка, лакат је дебео, а подлактичне кости крупне. Шапе су широке и округле. Реп је постављен у продужетку линије леђа.

### Боја длаке
- Код краткодлаког јазавичара равна, сјајна и веома густа длака може бити[7]:

- једнобојна: риђа до црвенкасториђа;
- двобојна: црно, смеђа, сива или бела са јаркоцрвеним обележјима на појединим деловима као што су доњи делови ногу или реп;
- вишебојна: основа је светлосмеђа, светлосива или чак бела са неједнаким тамносмеђим, црвенкастим или црним мрљама.

- Код оштродлаког јазавичара могуће су све боје, а квалитет длаке је сличан као код краткодлаког са тим да је оштрија, са бујним обрвама и брковима који красе њушку.[7]
- Код дугодлаког јазавичара длака такође може бити једнобојна, двобојна и вишебојна као код краткодлаког, али је она код њега дуга, мекана и свиленкаста.[7]

## Темперамент
Ови пси су интелигентни и нежни, али и посесивни. Јазавичари су разиграни, али као ловачки пси могу бити прилично тврдоглави, и познати су по својој склоности да јуре мале животиње, птице и тениске лоптице са великом одлучношћу и жестином. Како су јазавичари првобитно коришћени као ловци на јазавце, они имају истанчан осећај за гоњење мањих животиња. Ово својство заједно са њиховом тврдоглавошћу, често чини њихову обуку изазовним послом.
Пошто сам власник јазавичара, за мене књига о дисциплини паса постаје свеска надахнутог хумора. Свака реченица је урнебес. Једног дана, ако ми се икад укаже прилика, написаћу књигу, или упозорење, о карактеру и темпераменту јазавичара и зашто се он не може и не треба дресирати. Радије бих тренирао пругасту зебру да се уравнотежи на индијској тољази него да натерам јазавичара да послуша моју најмању команду. Када се обраћам Фреду, никада не морам да повисим ни тон, ни своја очекивања. Он ме чак не послуша, ни када га упутим у нешто што жели да уради.— E. B. White
Јазавичари могу бити агресивни према странцима и другим псима. Упркос томе, они су оцењени у интелигенцији паса као просечни радни пси са упорном способношћу да прате обучене команде 50% или више времена. Они заузимају 49. место у Интелигенцији паса Стенлија Корена, са просечном интелигенцијом рада и послушности. Они могу гласно лајати. Неки лају подоста и можда им је потребна обука да престану, док други уопште неће много лајати. Јазавичари су познати по својој привржености и лојалности према својим власницима, иако могу бити недружељубиви према странцима. Ако се пречесто остављају сами, неки јазавичари су склони анксиозности одвајања и могу жвакати предмете по кући како би ублажили стрес.

## Здравље
Јазавичар може имати проблема са кичмом: укоченост, болови, искривљеност кичме. Када напуне пет година, могу да оболе од парализе задњег дела тела, што је последица дискусхерније. Ово захтева сложену терапију.

## Историја
Кинолози сматрају да је овај пас настао у Немачкој укрштањем нисконогог швајцарског гонича са пинчером. Први варијетет који је тако настао је краткодлаки, а касније су настали и дугодлаки и оштродлаки који се од свог претка разликују само по крзну. Дугодлаки је настао укрштањем краткодлаког са шпанским и немачким епањелима, такође у Немачкој, негде у 16. веку. Тек у 19. веку је настао оштродлаки који се показао веома добро прилагођен за лов, због густе длаке која га штити од хладноће и трња. Настао је укрштањем између краткодлаког јазавичара, шнауцера, денди динмонт теријера и вероватно шкотског теријера. Због открића представе пса веома налик јазавичару у једној од гробница египатског фараона (4000. година п. н. е.), може да се закључи да јазавичар води порекло чак из старог Египта. Међутим, то је мање вероватно.

## Значај
У Немачкој и Уједињеном Краљевству се још увек гаје као ловачки пси. У лову су храбри, издржљиви и истанчаног њуха и ово последње их чини посебно надареним за потрагу за рањеним животињама. Њихов назив на немачком језику значи „ловац на јазавце“, те се зато тако називају и на српском. Осим јазаваца, лове и лисице и видре. Првенствено су јамари.
У Француској су више цењени као пси за друштво. Због многобројних квалитета радо се гаје широм света, посебно дугодлаки и краткодлаки.

## Савети одгајивача
Ови пси су склони гојењу уколико се гаје у стану или у кући, па је потребно да имају редовну физичку активност и дијету.

## Класификација
Иако је класификована у групу гонича или групу мирисних гонича у Сједињеним Државама и Великој Британији, раса има сопствену групу у земљама које припадају Светској кинолошкој федерацији (Fédération Cynologique Internationale). Многи јазавичари, посебно подтип тршаве длаке, могу показати понашање и изглед који су слични онима из групе паса теријера. Може се дати аргумент за класификацију групе мириса (или гонича), јер је раса развијена да користи мирис за праћење и лов на животиње, и вероватно потиче од гонича Светог Хуберта као и многе модерне расе мирисних гонича као што су бладхаунд и басет гоничи; али са упорном природом и наклоности према копању која се вероватно развила из теријера, такође се може тврдити да би могли да припадају групи теријера, или „земљишног пса“.

## Галерија
- Патуљасти краткодлаки јазавичар
- Оштродлаки јазавичар
- Омиљени кућни љубимац